# Slieveboy
Slieveboy är ett berg i republiken Irland.   Det ligger i grevskapet Loch Garman och provinsen Leinster, i den östra delen av landet, 80 km söder om huvudstaden Dublin. Toppen på Slieveboy är 422 meter över havet, eller 312 meter över den omgivande terrängen. Bredden vid basen är 11,1 km.
Terrängen runt Slieveboy är platt åt sydost, men åt nordväst är den kuperad. Runt Slieveboy är det ganska glesbefolkat, med 32 invånare per kvadratkilometer. Närmaste större samhälle är Gorey, 13,4 km öster om Slieveboy. Trakten runt Slieveboy består i huvudsak av gräsmarker.